# Poskramianie bydła

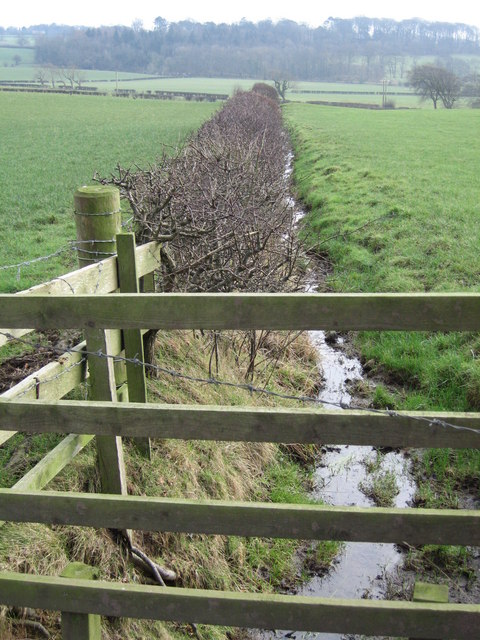
Płot wokół pastwiska w Anglii

Poskramianie bydła (ang. The Restraint of Beasts) – tragikomiczna powieść brytyjskiego pisarza Magnusa Millsa z 1998. Książka ta była debiutem pisarza. W Polsce ukazała się w 2001.

## Treść
Narratorem jest majster, który angażuje się do pracy w szkockiej firmie stawiającej płoty wokół pastwisk, należącej do niejakiego Donalda. Jedno z zadań realizowane jest na terenie Anglii, dokąd majster wyjeżdża w towarzystwie dwóch najbardziej charakterystycznych postaci tej książki – robotników Raba i Richiego, których ma nadzorować. Są to osobnicy leniwi, niezbyt czyści i obdarci, uwielbiający w milczeniu przesiadywać w pubach nad piwem. Podczas wykonywania pracy zaczynają zdarzać się tajemnicze wypadki, giną także ludzie.

## Kontekst
W książce przewijają się liczne wątki ironiczne, autor zabawia się z czytelnikiem w zgadywanie – kiedy ma do czynienia z ironią, a kiedy z autentycznym zaangażowaniem.
W 2006 na podstawie powieści powstawał film (grali: Rhys Ifans, Ben Whishaw, Eddie Marsan i Warren Clarke, rezseria: Paweł Pawlikowski). Prace jednak zostały wstrzymane po zrealizowaniu około 60% materiału, gdyż zachorowała i zmarła wtedy żona Pawlikowskiego.

## Nagrody
W 1999 powieść nominowana do Nagrody Bookera. W tym samym roku otrzymała McKitterick Prize.